# ماري هاي
ماري هاي (بالإنجليزية: Mary Hay)‏ هي راقصة وممثلة أمريكية، ولدت في 22 أغسطس 1901 في Fort Bliss ‏ في الولايات المتحدة، وتوفيت في 4 يونيو 1957 في إنفرنيس في الولايات المتحدة.

## وصلات خارجية
- ماري هاي على موقع IMDb (الإنجليزية)
- ماري هاي على موقع قاعدة بيانات برودواي على الإنترنت (الإنجليزية)
- ماري هاي على موقع قاعدة بيانات الفيلم (الإنجليزية)